# Brauerei C. Franz
La Brauerei C. Franz est une brasserie à Rastatt, dans le Land de Bade-Wurtemberg (Allemagne).

## Histoire
La brasserie C. Franz est fondée en 1842 par Josef Franz et est dirigée par lui jusqu'en 1867. Le fils Carl Franz reprend la brasserie. Le bâtiment d'origine est victime d'un incendie en 1863, il fait construire un nouveau bâtiment sur la Murg en 1869,  elle sert toujours utilisé aujourd'hui. Le nouveau bâtiment est détruit à la fin de la Seconde Guerre mondiale en 1945, l'exploitation de la brasserie reprend provisoirement en 1947. Il est entièrement reconstruit en 1950.
Quand la brasserie est reprise par le groupe Scheidtweiler en 2015, la production annuelle de bière est de 7 000 hectolitres. Des plans sont élaborés pour le développement de la zone de la brasserie avec un hôtel-brasserie, une extension de la brasserie et sept immeubles résidentiels avec environ 150 appartements. En raison de la pandémie de Covid-19, il y a des retards dans le processus de planification. Le 25 juillet 2022, le conseil municipal de la ville de Rastatt approuve le plan d'aménagement. Le début des travaux de construction de la zone résidentielle sont prévus pour 2023-2024. Un calendrier définitif pour tous les travaux de construction de la brasserie et de l'hôtel n'est pas encore fixé.